# Дерматансульфат
Дерматансульфат — гликозаминогликан (ранее называвшийся мукополисахаридом), обнаруживаемый в основном в коже, но также и в кровеносных сосудах, сердечных клапанах, сухожилиях и легких. Его также называют хондроитинсульфатом B, хотя в большинстве источников он больше не классифицируется как форма хондроитинсульфата. Полимер состоит из дисахаридных звеньев, которые содержат N-ацетилгалактозамин, и представляет собой изомер хондроитин-4-сульфата, в который вместо остатков D-глюкуроновой кислоты входят остатки L-идуроновой кислоты, однако абсолютная конфигурация связей остаётся той же самой.
Дерматансульфат входит в состав сулодексида, составляя 20% этого препарата, тогда как остальные 80% приходятся на гепарансульфат.     

## Биологическая роль
Биологическая роль дерматансульфата мало изучена. Может играть роль в коагуляции, патогенезе сердечно-сосудистых заболеваний, формировании раковых опухолей, инфекционных заболеваниях, заживлении ран и фиброзе.